# Pomarea whitneyi
Pomarea whitneyi е вид птица от семейство Monarchidae. Видът е критично застрашен от изчезване.

## Разпространение
Видът е разпространен във Френска Полинезия.